# Griffith (Indiana)
Pour les articles homonymes, voir Griffith.
La ville de Griffith est située dans le comté de Lake, dans l’État de l’Indiana, aux États-Unis. Sa population s’élevait à 16 893 habitants lors du recensement de 2010, estimée à 16 152 habitants en 2017. Griffith fait partie de l’aire métropolitaine de Chicago.

## Source
- (en) Cet article est partiellement ou en totalité issu de l’article de Wikipédia en anglais intitulé « Griffith, Indiana » (voir la liste des auteurs).